# 光村玉皇庙
光村玉皇庙，位于中国山西省运城市新绛县泽掌镇光村北郊偏西200米处，福胜寺西北角的高岗上。已列为新绛县文物保护单位。

## 历史
光村玉皇庙最早于“元辽时建立殿堂，内无神像”，明正德十三年（1508年）补塑神像。清代重修，有重修碑记刻石三通，分别是明天启年间、明正德三年(1508)和清咸丰年间。

## 建筑
光村玉皇庙坐北向南，占地面积5070平方米。现存山门楼、正殿、土地堂。山门楼高三层。正殿始建于明代，目前的建筑建于清康熙十一年（1670年），面阔3间，进深2间，琉璃瓦饰。

## 保护
1981年，光村玉皇庙公布为新绛县文物保护单位，但基本处于无人看护的状况，年久失修，破乱不堪，房屋已局部坍塌。雨灾后更加速了损毁。2022年修缮。